# Дикий бик
Тур (Bos taurus) — вид з роду справжніх биків родини парнокопитних, в складі якого знаходяться попередні сучасним домашнім бикам дикі підвиди, а також і самі одомашнені підвиди. У широкому значенні назва «дикі бики» відноситься і до всіх інших неодомашнених видів підродини биків.
До найвідоміших підвидів дикого бика і прямих предків більшості європейських корів належав поширений в Євразії і вимерлий на початку XVII століття тур (Bos taurus primigenius), чиє ім'я сьогодні іноді використовується як синонім всього виду диких биків. Індійський зебу та споріднені з ним породи походять однак від підвиду Bos taurus indicus, що відокремився від своїх близькосхідних та європейських родичів близько 300 000 років тому. Деякі експерти вважають, що його можна навіть виділити в окремий вид (Bos indicus). 
Проведені в 1994 генетичні дослідження показали, що сучасні корови не належать, як довгий час вважалося, до однієї родової лінії. Процес одомашнення відбувався в різних місцях і з різних популяцій.